# 가마 싱

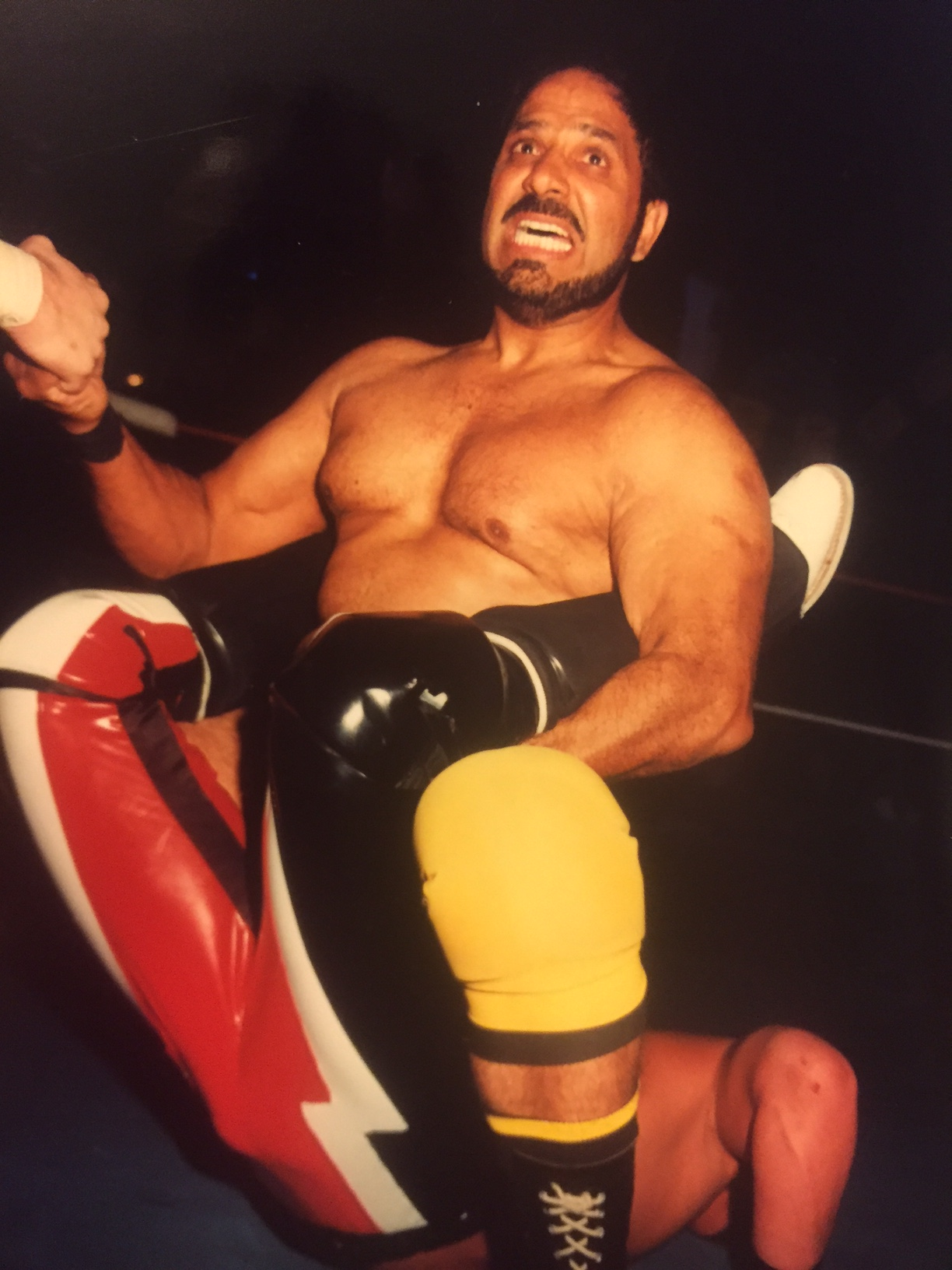

가마 싱(Gama Singh, 1954년 12월 8일 ~ )은 인도의 남자 프로레슬링선수로 본명은 가도와르 싱 사호타(Gadowar Singh Sahota)다. 키는 179cm(5 ft 10 in)에다가 몸무게는 102kg(225 lb)에다가 1973년 프로레슬링 입문으로 밝혀졌다. 피니쉬는 그리팅즈 프럼 뭄바이(라이트 핸드 넉아웃 훅), 코브라 클러치, 카멜 클러치로 사용을 한다.

## Professional wrestling highlights
- Finishing moves
  - Camel clutch
  - Cobra clutch
  - Greetings from Mumbai (Right-handed knockout hook)
- Signature moves
  - Diving shoulder block
  - Inverted atomic drop
  - Running dropkick
  - Suplex
- Managers
  - John Foley
  - KC Houston
- Wrestlers managed
  - Gursinder Singh
  - Raj Singh
  - Rohit Raju
- Entrance themes
  - "Monsoon Conquest" by Marc Layton-Bennett (Impact Wrestling; 2018 - 2020; used as a member of the Desi Hit Squad)

## Wrestlers trained
- Jason Anderson
- Jinder Mahal

## 수상
- NWA 월드 센트럴 스테잇스 태그팀웨이트 챔피언 (1회) - 바브 브라운
- NWA 월드 캐나디안 태그팀웨이트 챔피언 (1회)
- NWA 월드 인터네셔널 태그팀웨이트 챔피언 (2회) - 에드 마아로우 (1회), 커레리 스티번선 (1회)
- 월드 스탬피드 브리티쉬 카머뉄쓰 미드 헤비웨이트 챔피언 (6회)
- 월드 스탬피드 미드 헤비웨이트 챔피언 (3회)
- WWC 월드 케리비언 헤비웨이트 챔피언 (1회)
- WWC 월드 트리니대드 엔드 터베이고우 태그팀 챔피언 (1회) - 빅터 조우비커